# ماسه‌های نفتی

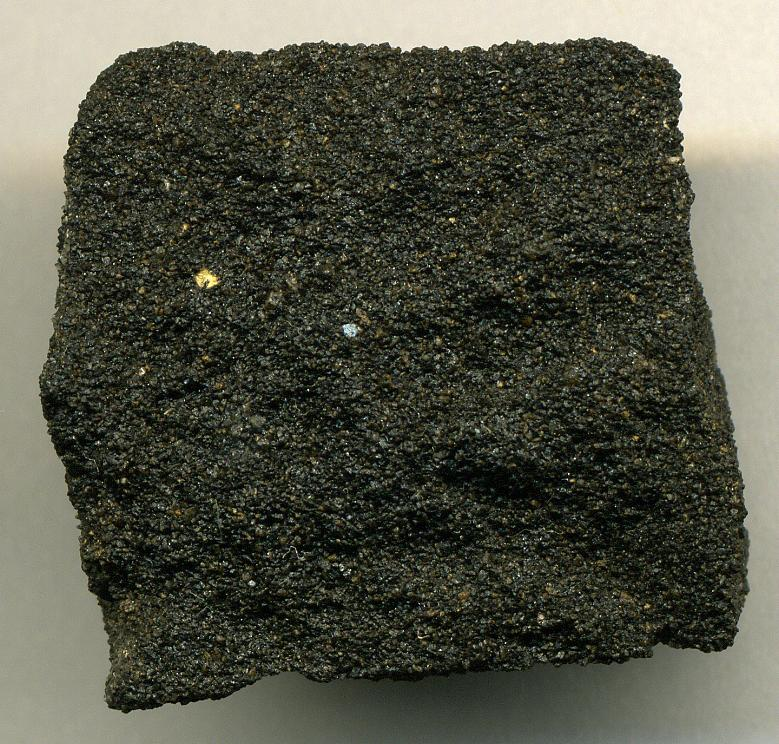
ماسه‌های نفتی در کالیفرنیای ایالات متحده

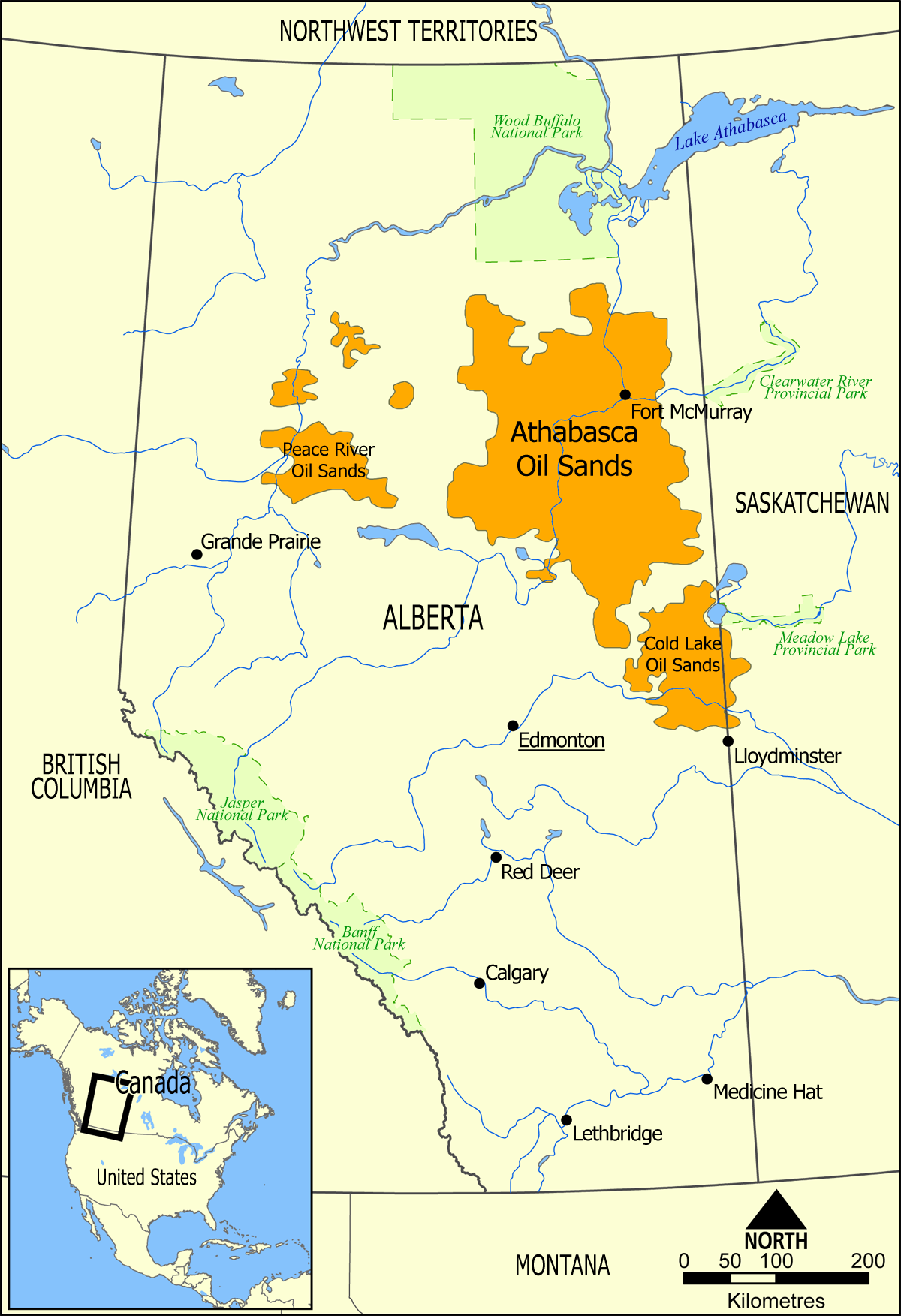
ماسه‌های نفتی آتاباسکا

ماسه‌های نفتی یا ماسه‌های قیردار نوعی منبع نفت غیرمتعارف است. ماسه‌های قیری یا به صورت ماسه‌های آزاد هستند یا به صورت سنگ‌های سفت‌شده‌ای از مخلوط ماسه، گِل رس، آب و قیر (نفت بسیار سنگین و با گرانروی بسیار بالاتر از نفت معمولی) یافت می‌شود. بزرگترین منابع ماسه‌های نفتی جهان در کانادا (استان آلبرتا) و ونزوئلا، و به میزان کمتری در روسیه و قزاقستان قرار گرفته‌است و ذخایر این کشورها تقریباً با ذخایر نفت معمولی کل جهان برابری می‌کند.
البته تنها کشور کانادا صنعت قابل توجهی برای استخراج ماسه‌های قیری دارد و بقیه منابع ماسه‌های قیری برداشت نمی‌شوند.